# CVJM-Kolleg
Das CVJM-Kolleg in Kassel war eine Ausbildungsstätte des CVJM-Gesamtverbands in Deutschland. Im Juni 2024 wurde der 94. und letzte Jahrgang des CVJM-Kolleg ausgesendet. Der CVJM führt seine formale Bildungsarbeit in der CVJM-Hochschule fort.
Die Stiftung Himmelfels hat die Lizenz übernommen und führt die Arbeit als Himmelsfels College - staatlich anerkannte Fachschule für Sozialwesen (Fachrichtung Sozialpädagogik und Gemeindepädagogik) unter neuer Trägerschaft am Standort Spangenberg fort.

## Aus- und Weiterbildung
Das CVJM-Kolleg ist ein Aus- und Fortbildungsinstitut für christliche Jugendarbeit und eine private Fachschule für Theologie und Sozialpädagogik. Es soll durch fachliche Qualifizierung und ganzheitliche Persönlichkeitsbildung zum missionarisch-diakonischen Dienst in CVJM, Kirchen und christlichen Werken befähigen. Dabei soll theologisches Wissen und pädagogische Fertigkeiten vermittelt, aber auch die geistliche, personale und soziale Kompetenz gefördert werden. Das Konzept ist integrativ, Theologie und Sozialwesen, Lernen und Leben sowie Theorie und Praxis werden miteinander verbunden. Die Basis der Arbeit des CVJM-Kolleg bildet die Pariser Basis, die aller CVJM-Arbeit zugrunde liegt.
Die integrative Kolleg-Fachschulausbildung verknüpft Theorie und Praxis, Theologie und Sozialpädagogik, Leben, Lernen und Glauben. Die Ausbildung qualifiziert für verschiedene Bereiche in CVJM, Kirche und Gesellschaft. Der Abschluss der Ausbildung ist staatlich und kirchlich anerkannt.
Gemeinsam mit dem Landkreis Kassel hat die CVJM-Hochschule das Projekt „Jugendhilfe integriert“ auf den Weg gebracht, welches vom Hessischen Ministerium für Soziales und Integration gefördert wird. Das Projekt – bisher auch bekannt unter dem Namen SEIL (Schaffung eines interkulturellen Lernorts) – ermöglicht jungen Menschen mit Migrations- oder Fluchthintergrund über die Vergabe von Stipendien die Ausbildung im Fachschulbereich an der CVJM-Hochschule. Ab September 2020 kann für die Kolleg-Ausbildung ein eltern- und altersunabhängiges Master-BAFöG beantragt werden.
Auf dem Campus versteht man sich als Lern- und Lebensgemeinschaft.

## Abschluss und Qualifizierung
Die dreijährige Ausbildung, der ein einjähriges Vorpraktikum vorausgeht und ein Anerkennungsjahr folgt, qualifiziert durch ihre wissenschaftliche Fundierung und Praxisnähe für den hauptamtlichen Dienst. Der Bezug zur Praxis wird durch zwölf Wochen verschiedener Praktika hergestellt. Abschließende Berufsbezeichnungen sind CVJM-Sekretär, Jugendreferent, Jugenddiakon, und Gemeindepädagoge. Die Absolventen sind in der Jugendarbeit, Gemeindepädagogik, Bildungsarbeit, Verkündigung, Seelsorge und Beratung, Diakonie tätig.
Bis 2009 war das CVJM-Kolleg die einzige Ausbildungsstätte des CVJM in Deutschland. Seither gibt es die CVJM-Hochschule, die ebenfalls in Kassel ansässig ist. Seit der Gründung der CVJM-Hochschule ist das CVJM-Kolleg ein Teil davon.

## Geschichte
Am 1. Oktober 1920 wurde an der Evangelistenschule Johanneum in Wuppertal eine Sonderklasse „Sekretärschule“ eingerichtet. Am 1. Oktober 1928, wurde eine neugebaute Sekretärschule in Kassel-Wilhelmshöhe, Im Druseltal 8, eröffnet und begann mit drei Lehrern und zwölf Schülern den Unterricht. Im Herbst 1939 wurde die Schule beschlagnahmt und unter anderem als Schwesternwohnheim verwendet. Nach dem Krieg, im Herbst 1946, wurde der Unterricht mit neuen Schülern am Baiserhaus in Rengshausen (Schwalm-Eder Kreis) wieder aufgenommen. Nach zwei Ausbildugslehrgägen konnte der Unterricht an der alten CVJM-Sekretärschule in Kassel auf dem Gelände des Reichsverbandes weitergeführt werden. Ein Erweiterungsbau mit sechs Doppelzimmern und einem Lehrsaal beendete 1958 die Enge in dem alten Gebäude. Neun Jahre später wurde die bis dahin zweijährige theoretische Ausbildung auf drei Jahre verlängert.
Am 1. Oktober 1970 erwarb der CVJM-Gesamtverband in Deutschland in der Hugo-Preuß-Str. 40/42 in Kassel ein 13.500 m² großes Grundstück mit zwei Gebäuden, die als Schule und Wohnheim Verwendung fanden. Die Zahl der Studierenden stieg daraufhin stetig an. Im Frühjahr 1973 wurden zum ersten Mal Frauen an der Sekretärschule zugelassen und im Juli des gleichen Jahres wurde die CVJM-Sekretärschule als private Fachschule für Sozialpädagogik staatlich anerkannt.
In den Jahren 1976 und 1996 wurden verschiedene Bauvorhaben umgesetzt: ein Schulneubau, Erweiterungsbau des Wohnheimes und ein Anbau an den Schultrakt werden in Betrieb genommen. Im Oktober 1997 wurden die CVJM-Sekretärschule und die Fortbildungsarbeit im CVJM-Gesamtverband vereinigt zum „CVJM-Kolleg, Aus- und Fortbildungsinstitut für christliche Jugendarbeit und private Fachschule für Sozialpädagogik“.
Im Jahr 2000 wurde auf dem Campus des CVJM-Kollegs eine neue Tagungsstätte eröffnet, in der Fortbildungskurse und Fernstudienseminare stattfinden. Nach diesem Neubau wurde zwei Jahre später das Studierendenwohnheim saniert; die Studierenden leben seitdem in Wohngruppen von fünf bis sechs Personen mit eigener Wohnküche.
Im September 2002 begann der erste Jahrgang der Weiterbildung „Theologie berufsbegleitend“. Dabei wurde erstmals mit E-Learning gearbeitet. Im Oktober traf der Hauptausschuss des CVJM-Gesamtverbandes die erste Entscheidung für die Weiterentwicklung des CVJM-Kollegs zur Hochschule. Nach sieben Jahren der Planung konnte dieses Projekt umgesetzt werden und es gelang die Akkreditierung. Neben dem CVJM-Kolleg nahm damit im September 2009 die neu gegründete „CVJM-Hochschule“ den Unterrichtsbetrieb auf.
2022 wurde beschlossen, dass die Kolleg-Fachschulausbildung unter der Trägerschaft der Werner Pfezing Stiftung Himmelsfels weitergeführt wird.